# ستیدیه
ستیدیه (به عربی: ستیدیة) یک شهرداری در الجزایر است که در ناحیه حاسی مماش واقع شده‌است. ستیدیه ۵۵ کیلومتر مربع مساحت و ۱۱٬۹۶۵ نفر جمعیت دارد.